# Bryan O'Connor
Bryan Daniel O'Connor (Orange, 6 de setembro de 1946) é um ex-astronauta e ex-coronel do Corpo de Fuzileiros Navais dos Estados Unidos, veterano de duas missões no espaço.
Formado em engenharia pela Academia Naval dos Estados Unidos em 1968 e com um mestrado científico em Aeronáutica pela Universidade West Florida em 1970, formou-se como piloto naval pela Escola de Pilotos de Teste Navais dos Estados Unidos em 1976. Em sua carreira como piloto, serviu em jatos A-4 Skyhawk e Sea Harrier nos Estados Unidos, na Europa e no Pacífico Ocidental. No total, cumpriu cerca de 5000 horas de voo em mais de 40 tipos de aeronaves.

## NASA
Foi selecionado para o curso de astronautas da NASA em 1980. Após a qualificação, foi designado para funções em terra, em apoio de missões do ônibus espacial e serviu como Capcom das missões STS-5 até STS-9. Com o acidente da Challenger em 1986, O'Connor passou os três anos seguintes trabalhando em uma série de tarefas de segurança e de gestão para as futuras missões do ônibus espacial,  além de ter coordenado as primeiras atividades de recolhimento, análise e montagem dos destroços nos dias seguintes à tragédia.
Foi pela primeira vez ao espaço em novembro de 1985 como piloto da missão STS-61-B Atlantis, a primeira a colocar quatro satélites em órbita terrestre, num total de 108 órbitas e 165 horas no espaço. A segunda foi em 5 de junho de 1991, na STS-40 Columbia, uma missão do Spacelab dedicada à biologia e a primeira a transportar três mulheres na tripulação, com a duração de nove dias.
Deixou a NASA em 1991 após seu último voo, para comandar o Departamento de Aviação Naval no Naval Air Test Center na base de Patuxent River, retornando no ano seguinte para assumir funções no quartel-general da agência em Washington, D.C. Em 2011 se aposentou definitivamente depois de exercer o cargo de Oficial Chefe de Segurança e Garantia de Missão, perfazendo um total de mais de 30 anos de serviços prestados na NASA.